# Жена Дромихета
Жена Дромихета — одна из дочерей Лисимаха, выданная замуж за правителя гетов Дромихета; её имя в исторических источниках не упоминается.
После поражения Лисимиха в войне с гетами он был вынужден заключить с Дромихетом мирный договор, уступив тому часть своих земель, прилегающих к Дунаю. Также, по свидетельству Павсания, Лисимах «скорее, под давлением необходимости» выдал за правителя гетов, укрепившего в результате победы свою власть, собственную дочь. По оценке С. Ю. Сапрыкина, этот брачный союз свидетельствует о начале проникновения в гетскую среду, отличавшуюся ранее крайне низкой степенью эллинизации, греческого влияния и образа жизни.
Возможно, упоминаемый Полиэном при описании осады в середине III века до н. э. города Кипселы Дромихет, находившийся в свите сирийского царя Антиоха II и командовавший «многими знатными фракийцами», был сыном дочери Лисимаха.